# Digna Sinke
 (octobre 2018).
Si vous disposez d'ouvrages ou d'articles de référence ou si vous connaissez des sites web de qualité traitant du thème abordé ici, merci de compléter l'article en donnant les références utiles à sa vérifiabilité et en les liant à la section « Notes et références ».
Digna Sinke, née le 17 octobre 1949 à Zonnemaire, est une réalisatrice, productrice, scénariste et écrivaine néerlandaise.

## Biographie

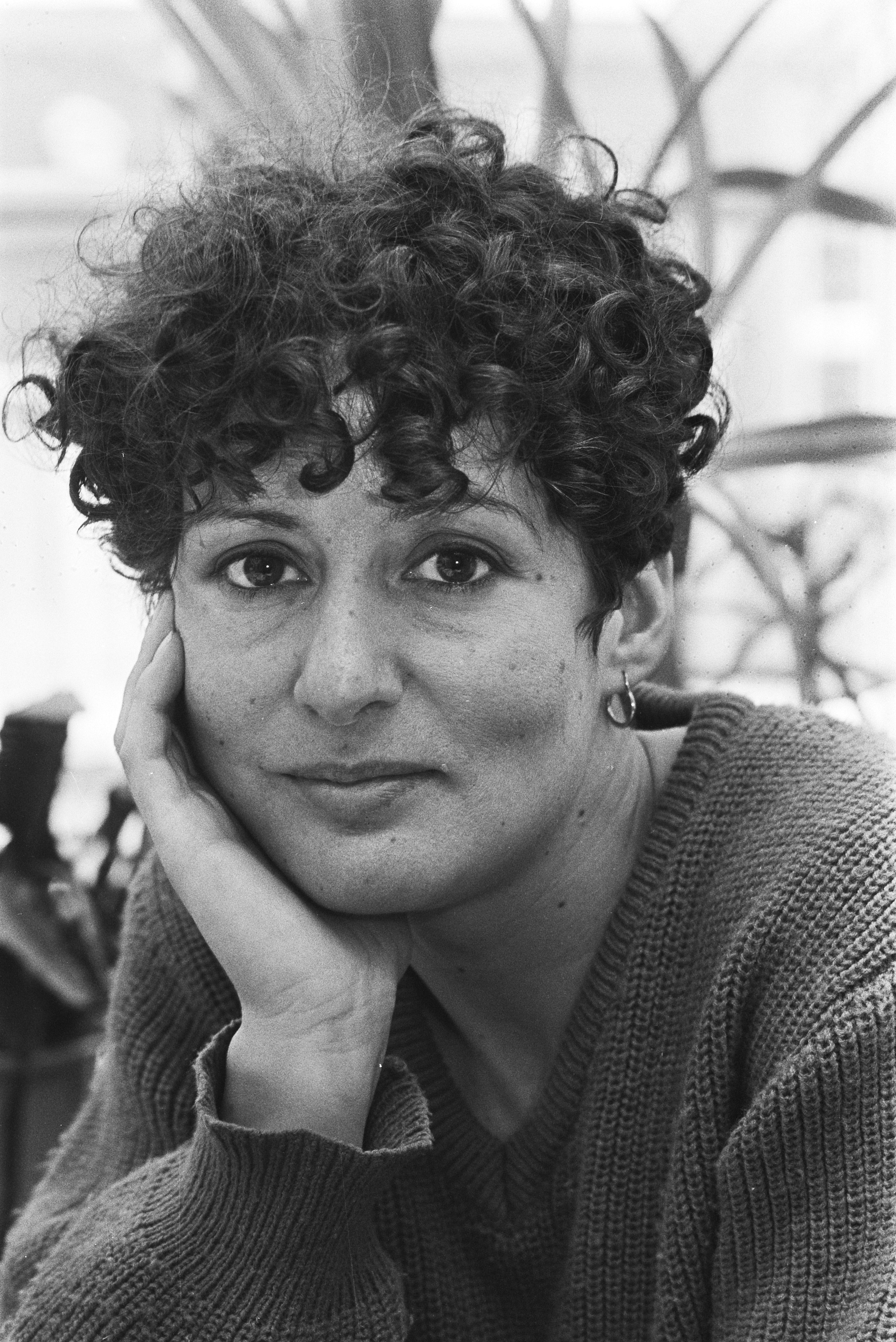
Digna Sinke en 1984.

## Filmographie

### Réalisatrice et scénariste
- 1984 : The Silent Pacific
- 1992 : Above the Mountains[2]
- 1993 : Belle van Zuylen – Madame de Charrière
- 2008 : Atlantis[3]
- 2009 : Wistful Wilderness[4]
- 2014 : After The Tone[5]
- 2015 : Onder de Oppervlakte
- 2018 : Keeping & saving or how to live[6]

### Productrice
- 2011 : My Long Distance Friend de Carina Molier[7]
- 2011 : L'ange de Doel de Tom Fassaert[8]
- 2012 : Dream & Deed de Annette Apon[9]
- 2012 : Wavumba de Jeroen van Velzen[10]
- 2016 : One Life Is Not Enough de Annette Apon
- 2018 : A Last One of Mohicans de Tom d'Angremond[11]
- 2018 : Tanzania Transit de Jeroen van Velzen

## Livre
- 1993 : Belle van Zuylen - Madame de Charrière[12]